# Buforrestia
Buforrestia es un género de plantas con flores de la familia Commelinaceae con nueve  especies.  Comprende 9 especies descritas y de estas, solo 3 aceptadas.
Es originario del África tropical.

## Taxonomía
El género fue descrito por Charles Baron Clarke y publicado en Monographiae Phanerogamarum 3: 120, 233. 1881. La especie tipo es: Buforrestia mannii C.B.Clarke  	

## Especies aceptadas
A continuación se brinda un listado de las especies del género Buforrestia aceptadas hasta noviembre de 2013, ordenadas alfabéticamente. Para cada una se indica el nombre binomial seguido del autor, abreviado según las convenciones y usos.
- Buforrestia candolleana C.B.Clarke
- Buforrestia mannii C.B.Clarke
- Buforrestia obovata Brenan